# Julie Huard
Julie Huard (11 februari 1994, Utrecht) is een Nederlandse zangeres en youtuber die zich heeft gespecialiseerd in de zang van Frans- en Engelstalige nummers. Ook zingt zij Spaanstalige teksten in deze nummers. Haar optredens worden voorts gekenmerkt door glitter en glamour.

## Biografie
Huard werd geboren uit het huwelijk van een Nederlandse moeder en de Franse chansonnier Fernand Huard. Zij heeft een broer en een zus die beiden niet in de wereld van de muziek of showbusiness werkzaam zijn. Zij leerde het vak doordat zij door haar vader al op jonge leeftijd naar zijn optredens in het DeLaMar en in Carré werd meegenomen. Reeds op haar zesde zong zij liedjes op het podium. Op haar negende trad zij officieel voor het eerst op, in de Stadsschouwburg Utrecht. Zij ging echter niet met optredens verder, maar ging vanaf haar zestiende bij het Rotterdamse Stella Agency en Amsterdamse Ego's Models modellenwerk doen.
Van 2008 tot 2012 volgde zij het vwo, maar ze legde in haar laatste leerjaar met goed gevolg havo-examen af aan het Leidse Rijncollege, en vanaf 2013 volgde zij onderwijs aan de Marnix Academie. Omdat zij graag in Parijs wilde wonen en zich wilde verdiepen in de Franse cultuur en taal, vertrok zij naar Parijs. Daar volgde zij vanaf 2015 een de opleiding 'Professorat et de l'éducation' (lerarenopleiding en onderwijs) aan de Universiteit van Cergy-Pontoise tot docente. Na de afronding van deze opleiding en het behalen van de bachelorgraad in 2016 vertrok zij weer naar Nederland.
Na het overlijden van haar vader in 2018, besloot zij zich professioneel te richten op de zangkunst; zij had reeds sinds haar zesde opleidingen gevolgd bij verschillende zangdocenten. Op deze wijze wilde zij ook haar vader eren in haar zelf opgezette eigen show met de titel Let’s Go Paris, waarmee zij met haar eigen band sinds september 2023 een tournee maakt langs de Nederlandse theaters.

## Repertoire
Haar repertoire bestaat uit Frans- en Engelstalige (jazz)nummers, die zij soms aanvult met Spaanstalige teksten. Behalve eigen nummers vertolkt zij ook nummers van onder anderen Charles Aznavour, Édith Piaf, Sacha Distel, Charles Trenet, Philippe Clay en Stromae in haar eigen stijl. Haar nummers schrijft zij meestal zelf, maar soms ook in samenwerking met anderen, zoals producers Andrea Piombin (alias: El Timba) en Martijn Hak.

## Awards
In 2019 won zij op het Concours de la Chanson Française in Den Haag de Liesbeth List-prijs en in 2021 werd haar de Europese Artist of the Year Award overhandigd.

## YouTube
Zij heeft een eigen studio aan huis, waar ze haar nummers inzingt. Tijdens de Coronacrisis startte zij haar eigen YouTube-kanaal en uploadde een 40-tal van haar vertolkingen en composities, waardoor zij internationaal bij een groot aantal kijkers en luisteraars de aandacht trok, en er een uitnodiging volgde voor een interview voor het Amerikaanse magazine Glamour, waarmee de basis werd gelegd voor haar bekendheid in de VS. Ook uit haar YouTube-presentaties volgden optredens in onder meer Le Caveau de la Huchette, de bekendste jazzclub van Parijs.

## Internationaal
In 2022 reisde zij een aantal keren naar de VS om er behalve het interview af te leggen, tevens in New York een album op te nemen. Tijdens het interview voor Glamour Magazine werd Huard geprezen door Cubaans-Amerikaanse zangeres Camila Cabello, die zeer onder de indruk was van Huard's zwoele stemgeluid. Ook was de leider van de vaste band van Lady Gaga en Tony Bennett van haar stem en optreden met glitter en glamour zodanig onder de indruk, dat zij daarna mocht zij optreden in de roofclub van Theater Broadway en in Birdland, de meest toonaangevende jazzclub van New York. In oktober 2022 werd Huard gevraagd om in New York haar eigen Paris Nightclub-show te geven, waarbij zij opnieuw werd begeleid door de band van Lady Gaga.

## Eerste plaats
In Duitsland stond zij in 2023 met haar nummer Danse Danse Danse, dat mede geproduceerd werd door de Italiaanse 'El Timba' (Andrea Piombin), de eerste vijf maanden op de eerste plaats in de Duitse Latin-hitlijsten. In Italië bereikte zij eveneens de eerste plaats in de Italiaanse hitlijst van 'Salsa.it'. 

## Nederland
In Nederland werd Huard in 2023 onder meer bekend van de tune Douce France waarmee steeds het tv-programma De Avondetappe werd afgesloten.
In 2023 trad zij samen met andere Nederlandse artiesten op in het Ziggo Dome in de kerstshow Santa Claus Is Coming to Town.

## Shows/tournees
- Let's Go Paris (2023-2024)

## Discografie

### Singles
- La petite femme (2019)
- Le danseur de Charleston (2020)
- La Bicyclette (2022)
- Douce France (2023)
- Danse Danse Danse (2023)
- Voodoo Mama – Babylon (vocale versie, 2023)
- Femme Fatale (2024)

## Trivia
- In januari 2024 was Huard kandidaat in het tv-programma De slimste mens.